# The Simple Life
The Simple Life — четвертий та на сьогоднішній момент найуспішніший альбом норвезького співака та копозитора Евена Йохансена. 26 березня 2007 року, в день своєї прем'єри, альбом зайняв перше місце в чартах продаж в Норвегії. Крім власних копозицій в альбом також входить кавер-версія пісні «She's Gone» Боба Марлі.

## Список композицій
1. «The Gospel Song» — 3:32
2. «You Got Me» — 3:48
3. «Lonely No More» — 3:05
4. «Count» — 3:31
5. «She's Gone» — 3:24
6. «A Little Happier» — 3:51
7. «Navigator» — 3:39
8. «The Simple Life» — 4:28
9. «Slice Of Heaven» — 4:26
10. «Volatile» — 4:15
11. «Lucid» — 2:06

## Сингли
Наступні композиції вийшли у вигляді окремих синглів:
- «Lonely No More» в синглі Lonely No More